# Jesus Christus, unser Heiland, der von uns den Gotteszorn wandt

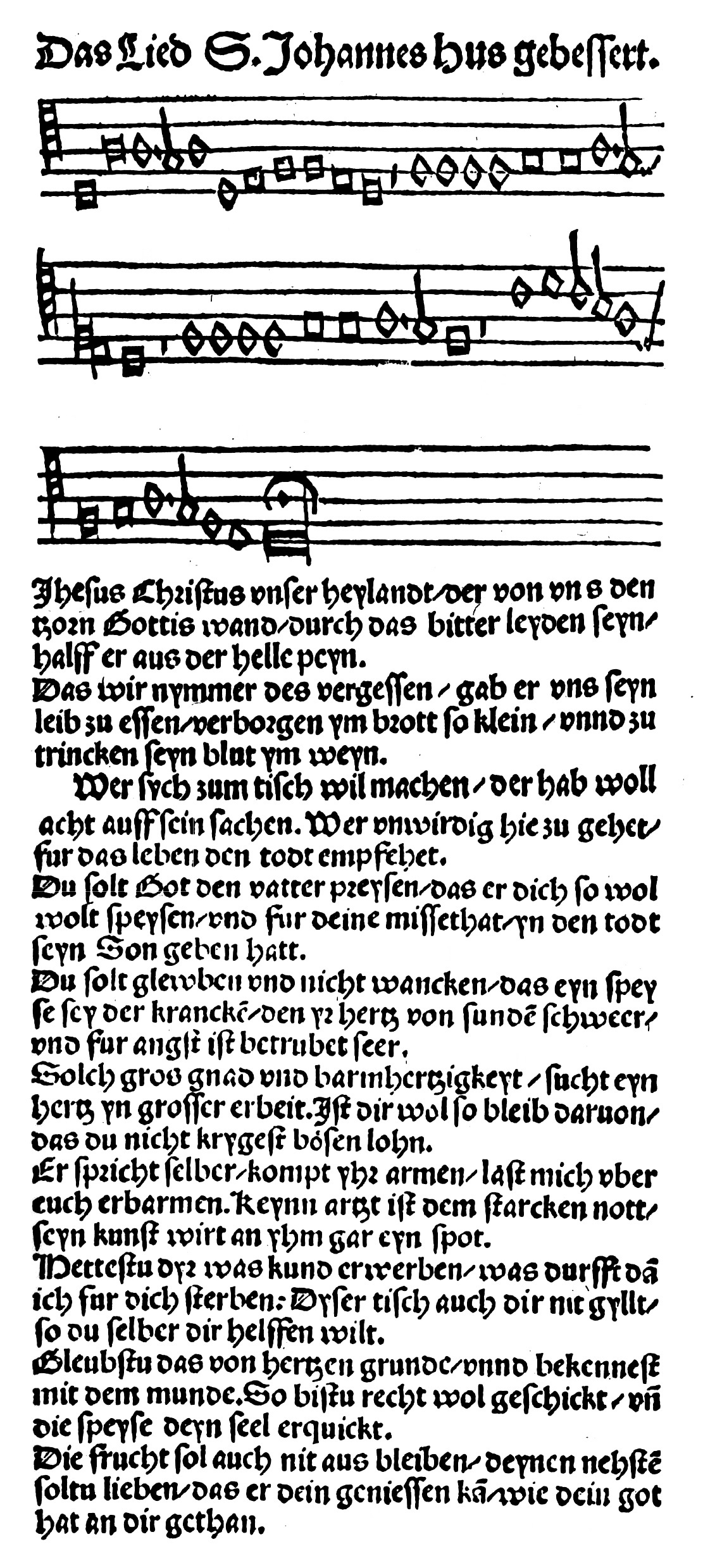
Jesus Christus, unser Heiland im Erfurter Enchiridion (1524)

Jesus Christus, unser Heiland, der von uns den Gotteszorn wandt ist ein lutherisches Kirchenlied zum Abendmahl. Der Text stammt von Martin Luther. Die Melodie basiert auf einer spätmittelalterlichen Weise. Das im Original zehnstrophige Lied ist in einer achtstrophigen Fassung – ohne Luthers Strophen 3 und 6 – im Evangelischen Gesangbuch enthalten (Nr. 215).

## Entstehung
Das Lied ist in mehreren Einblattdrucken aus dem Jahr 1524 mit dem Titel "Das lied Sanct Johannis Hus gebessert" erstmals belegt und von Luther im Frühjahr desselben Jahres im Zuge seines ersten Kirchenliedschaffens als einprägsame Katechese zum Abendmahl verfasst worden. Der Reformator hatte dazu in einem Brief an den Sächsischen Fürstenhof dargelegt, dass er "den Plan habe, ...deutsche Psalmen für das Volk zu schaffen, ...damit das Wort Gottes auch durch den Gesang unter den Leuten bleibt".
Luther griff dafür auf den spätmittelalterlichen lateinischen Eucharistiehymnus Jesus Christus, nostra salus zurück; dessen älteste erhaltene Handschrift entstand 1410 in der südböhmischen Abtei Hohenfurth. Text und Melodie fanden durch die Böhmischen Brüder Verbreitung; der Text – in den ersten acht Strophen ein Akrostichon des Namens Johannes – galt ihnen als Werk von Johannes Hus und genoss daher in der Frühzeit der Reformation besondere Wertschätzung. Sämtliche frühen Drucke von Luthers Lied tragen die Überschrift Das Lied S. Johannes Hus gebessert, wobei das S[ankt] Hus als Märtyrer und Heiligen der Reformation kennzeichnet. Heute gilt der lateinische Hymnus, der sich vollständig, mit teils wörtlichen Anklängen, in den Bahnen der Fronleichnamshymnen des Thomas von Aquin bewegt, als Werk des Prager Erzbischofs Johann von Jenstein († 1400).

## Form
Wie die Vorlage umfasst Luthers Text zehn Strophen zu je vier trochäischen Zeilen. Abweichend von der Vorlage lässt er jedoch die dritte und vierte Zeile männlich reimen und kürzt die dritte Zeile von acht auf sieben Silben. Die unregelmäßig verteilten Hebungen machen den Text mit der melismenreichen Melodie stellenweise schwer singbar.

## Inhalt
Trotz des ausdrücklichen Bezugs auf die lateinische Vorlage ist Luthers Lied, abgesehen von der Form und der ersten Zeile, eine vollständige Neuschöpfung. Nicht das Mysterium der leibhaften Gegenwart Christi im Sakrament macht Luther zum Thema – diese stellt er in Strophe 2 einfach fest, um sogleich zum Akt des Abendmahlsempfangs überzugehen –, sondern die heilsame Bedeutung für den Glaubenden. Dieser wird mit Worten Jesu (Mt 9,12 ) und des Apostels Paulus (1 Kor 11,27–29 ) in immer neuen Anläufen ermahnt, als reuiger Sünder zum Tisch des Herrn zu treten und auf jeden Selbsterlösungsversuch zu verzichten. Die letzte Strophe beschreibt die Konsequenz des Abendmahlsempfangs: „genießbar“ zu werden, wie Gott sich genießen lässt.

## Heute gebräuchlicher Text
Jesus Christus, unser Heiland,

der von uns den Gotteszorn wandt,

durch das bitter Leiden sein

half er uns aus der Höllen Pein.

Dass wir nimmer des vergessen,

gab er uns sein’ Leib zu essen,

verborgen im Brot so klein,

und zu trinken sein Blut im Wein.

Du sollst Gott den Vater preisen,

dass er dich so wohl wollt speisen

und für deine Missetat

in den Tod sein’ Sohn geben hat.

Du sollst glauben und nicht wanken,

dass’s ein Speise sei den Kranken,

den’ ihr Herz von Sünden schwer

und vor Angst ist betrübet sehr.

Er spricht selber: „Kommt, ihr Armen,

lasst mich über euch erbarmen;

kein Arzt ist dem Starken not,

sein Kunst wird an ihm gar ein Spott.

Hättst du dir was ’konnt erwerben,

was braucht ich für dich zu sterben?

Dieser Tisch auch dir nicht gilt,

so du selber dir helfen willt.“

Glaubst du das von Herzensgrunde

und bekennest mit dem Munde,

so du bist recht wohlgeschickt,

und die Speise dein Seel erquickt.

Die Frucht soll auch nicht ausbleiben:

deinen Nächsten sollst du lieben,

dass er dein genießen kann,

wie dein Gott hat an dir getan.

## Melodie
Die melismatisch schwingende dorische Melodieⓘ ohne Taktgliederung ist, auch in der Fassung der Reformationszeit, unverkennbar mittelalterlich. Sie wurde in der Barockzeit u. a. von Franz Tunder, Nicolaus Hasse, Johann Pachelbel und insbesondere Johann Sebastian Bach (Orgelchoräle BWV 665, 666, 688 und 689) für die Orgel bearbeitet. Im 20. Jahrhundert widmete Hugo Distler dem Lied eine Orgelpartita.